# Ина (буква)

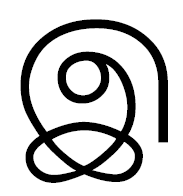
Ина

Ина (ஈனா) или ихарам (இகரம்) — третья буква тамильского алфавита, обозначает неогубленный гласный переднего ряда верхнего подъёма, используется в начале слова, внутри слова ина передаётся с помощью контактного диакритического знака ி, соответствующего знаку валли в письменности малаялам и знаку испилля в сингальском. Пример: க் + இ = கி .

## Илакканам (грамматика)
- И — суффикс звательного падежа, а также один из показателей прошедшего времени глаголов.